# Harry Potter (serial telewizyjny)
Harry Potter – amerykańsko-brytyjski serial telewizyjny fantasy w fazie produkcji dla kanału telewizyjnego HBO. Stanowi adaptację serii powieści pod tym samym tytułem autorstwa brytyjskiej pisarki J.K. Rowling z lat 1997–2007, a także element franczyzy medialnej Wizarding World. Jest produkowany przez wytwórnie Warner Bros. Television Studios, HBO Entertainment, Heyday Films i Brontë Film and TV, a jego premiera została zapowiedziana na 2027.
Serial został ogłoszony w kwietniu 2023 jako kolejna po serii filmowej z lat 2001–2011 adaptacja cyklu Rowling, z planem dedykowania każdego sezonu jednej powieści. Na czele zespołu kreatywnego stoją showrunnerka Francesca Gardiner i reżyser Mark Mylod. W 2025 została ogłoszona część obsady, w tym odtwórcy głównych ról: Dominic McLaughlin, Alastair Stout i Arabella Stanton, wcielający się kolejno w Harry’ego Pottera, Rona Weasleya i Hermionę Granger. Zdjęcia rozpoczęły się w lipcu 2025 i mają miejsce się w kompleksie Warner Bros. Studios Leavesden w Anglii.

## Obsada i postacie

### Obsada główna
- Dominic McLaughlin(inne języki) jako Harry Potter, 11-letni chłopiec wychowywany przez wujostwo, który dowiaduje się, że został przyjęty do Szkoły Magii i Czarodziejstwa w Hogwarcie[1]
- Alastair Stout(inne języki) jako Ron Weasley, przyjaciel Harry’ego[1]
- Arabella Stanton(inne języki) jako Hermiona Granger, przyjaciółka Harry’ego[1]
- John Lithgow jako Albus Dumbledore, dyrektor Hogwartu[2]
- Janet McTeer jako Minerva McGonagall, nauczycielka transmutacji w Hogwarcie[2]
- Paapa Essiedu(inne języki) jako Severus Snape, nauczyciel eliksirów w Hogwarcie[2]
- Nick Frost jako Rubeus Hagrid, gajowy i strażnik kluczy Hogwartu[2]

### Obsada drugoplanowa
- Louise Brealey(inne języki) jako Rolanda Hooch, nauczycielka latania na miotle w Hogwarcie[3]
- Bertie Carvel(inne języki) jako Korneliusz Knot, Minister Magii[4]
- Leo Earley jako Seamus Finnigan, uczeń Hogwartu[4]
- Johnny Flynn jako Lucjusz Malfoy, ojciec Draco[4]
- Amos Kitson jako Dudley Dursley, kuzyn Harry’ego[3]
- Alessia Leoni jako Parvati Patil, uczennica Hogwartu[4]
- Anton Lesser(inne języki) jako Garrick Ollivander, sprzedawca różdżek[3]
- Mickey McAnulty jako Piers Polkiss, przyjaciel Dudleya[5]
- Sienna Moosah jako Lavender Brown, uczennica Hogwartu[4]
- Katherine Parkinson jako Molly Weasley, matka Rona[4]
- Bel Powley(inne języki) jako Petunia Dursley, ciotka Harry’ego[4]
- Lox Pratt jako Draco Malfoy, uczeń Hogwartu i wróg Harry’ego[4]
- Daniel Rigby(inne języki) jako Vernon Dursley, wuj Harry’ego[4]
- Luke Thallon(inne języki) jako Kwiryniusz Quirrell, nauczyciel obrony przed czarną magią w Hogwarcie[2]
- Paul Whitehouse(inne języki) jako Argus Filch, woźny w Hogwarcie[2]
- Rory Wilmot jako Neville Longbottom, uczeń Hogwartu[3]

## Produkcja
Harry Potter jest współprodukcją wytwórni Warner Bros. Television Studios, HBO Entertainment, Brontë Film and TV (prowadzonej przez J.K. Rowling) i Heyday Films (prowadzonej przez Davida Heymana). Jego producentami wykonawczyni są autorka powieści, J.K. Rowling, Francesca Gardiner, Mark Mylod, Neil Blair, Ruth Kenley-Letts i David Heyman, który był producentem serii filmów Harry Potter (2001–2011).

### Rozwój
W styczniu 2021 magazyn „The Hollywood Reporter” poinformował nieoficjalnie, że serwis strumieniowy HBO Max jest w fazie wstępnych prac nad serialem z uniwersum Harry Potter i poszukuje potencjalnych scenarzystów, jednak HBO Max i Warner Bros. zaprzeczyli tym doniesieniom. W maju 2022 media poinformowały, że David Zaslav, CEO Warner Bros. Discovery (WBD), właściciela Warner Bros., odbył spotkanie z J.K. Rowling w sprawie potencjalnych projektów z franczyzy medialnej Wizarding World dla HBO Max. W grudniu 2022 CEO Warner Bros. Television Studios, Channing Dungey, poinformował o planach rozszerzenia franczyzy.
W kwietniu 2023 przedstawiciele Warner Bros. ogłosili podczas spotkania z inwestorami pracę nad serialem, powstającym dla serwisu Max (który miał powstać w wyniku rebrandingu HBO Max). Poinformowali, że w trakcie dekady zostanie zrealizowane siedem sezonów, stanowiących wierne adaptacje powieści. Rowling, Neil Blair i Ruth Kenley-Letts zostali ogłoszeni producentami wykonawczymi, zaś wytwórnia Brontë Film and TV współproducentem, ponadto trwały negocjacje z Davidem Heymanem w sprawie objęcia także roli producenta wykonawczego. Równocześnie rozpoczęło się poszukiwanie showrunnera. Zaangażowanie Rowling wywołało w mediach negatywne reakcje ze względu na jej kontrowersyjne poglądy w sprawie transpłciowości, jednak CEO HBO i HBO Max, Casey Bloys, poinformował, że pisarka nie zostanie odsunięta od serialu.
W lutym 2024 „Deadline Hollywood” doniósł, że producenci rozważają już tylko trzy osoby do objęcia roli lidera kreatywnego serialu, w tym znaną z pracy nad serialem Sukcesja (2018–2023) Francescę Gardiner. W czerwcu 2024 Gardiner została ogłoszona showrunnerką i scenarzystką, zaś Mark Mylod, również znany z Sukcesji, reżyserem wybranych odcinków. Równocześnie oboje wraz z Heymanem zostali ogłoszeni kolejnymi producentami wykonawczymi. W czerwcu 2024, w wyniku zmiany strategii programowej, WBD poinformował o przeniesieniu serialu z Max do kanału telewizyjnego HBO.

### Dobór obsady
Kierownikami castingu do serialu są Lucy Bevan i Emily Brockmann. We wrześniu 2024 producenci poinformowali o otwartym castingu do głównych ról Harry’ego Pottera, Rona Weasleya i Hermiony Granger. Zaznaczyli, że poszukiwane są dzieci w wieku od 9 do 11 lat, mieszkające w Wielkiej Brytanii lub Irlandii, o dowolnej płci lub tożsamości płciowej, przynależności rasowej lub etnicznej, orientacji seksualnej bądź stopniu niepełnosprawności. Na przesłuchania do tych ról zgłosiło się łącznie 32 tysiące dzieci.
W listopadzie i grudniu 2024 media informowały nieoficjalnie o potencjalnych aktorach rozważanych do ról drugoplanowych. W doniesieniach pojawili się Mark Rylance i Mark Strong jako potencjalny Albus Dumbledore, Paapa Essiedu jako Severus Snape, Sharon Horgan i Rachel Weisz jako Minerva McGonagall oraz Brett Goldstein jako Rubeus Hagrid. W grudniu 2024 proces obsadzenia głównych trzech ról był bliski sfinalizowania. W lutym 2025 media poinformowały, że John Lithgow jest w finałowej fazie negocjacji do roli Dumbledore’a. W tym samym miesiącu aktor zdradził w wywiadzie, że przyjął rolę. W marcu 2025 media doniosły, że Essiedu jest blisko podpisania umowy w sprawie roli Snape’a, zaś Janet McTeer i Nick Frost negocjują angaże do ról McGonagall i Hagrida. 14 kwietnia 2025 producenci ogłosili angaż Lithgowa, McTeer, Essiedu i Frosta w głównej obsadzie, a także Luke’a Thallona i Paula Whitehouse’a w obsadzie drugoplanowej, jako kolejno Kwiryniusza Quirrella i Argusa Filcha. Whitehouse uprzednio wcielił się w Sir Cadogana w filmie Harry Potter i więzień Azkabanu (2004), ale sceny z jego udziałem nie znalazły się w ostatecznej wersji.
27 maja 2025 poinformowali, że do ról Harry’ego, Rona i Hermiony zostali zatrudnieni kolejno Dominic McLaughlin, Alastair Stout i Arabella Stanton. McLaughlin wystąpił wcześniej w dwóch filmach, a Stanton w sztuce na West Endzie, zaś dla Stouta serial jest debiutem aktorskim. 8 czerwca 2025 „Deadline Hollywood” poinformował nieoficjalnie, że Bertie Carvel wcieli się w Korneliusza Knota, zaś dzień później „Variety” doniósł o obsadzeniu Bel Powley jako Petunii Dursley i Daniela Rigby’ego jako Vernona Dursleya. Tego samego dnia producenci potwierdzili angaż całej trójki, dodatkowo ogłaszając, że do obsady dołączyli: Katherine Parkinson jako Molly Weasley, Lox Pratt jako Draco Malfoy, Johnny Flynn jako Lucjusz Malfoy, Leo Earley jako Seamus Finnigan, Alessia Leoni jako Parvati Patil i Sienna Moosah jako Lavender Brown. 14 lipca 2025 poinformowali, że w serialu wystąpią też: Rory Wilmot jako Neville Longbottom, Amos Kitson jako Dudley Dursley, Louise Brealey jako Rolanda Hooch i Anton Lesser jako Garrick Ollivander.

### Scenariusze
Główną scenarzystką serialu jest Francesca Gardiner. Według informacji podanych przez Amerykańską Gildię Scenarzystów, nad serialem pracują także Andy Greenwald, Bijan Sheibani, Josephine Gardiner, Laura Neal, Martha Hillier, Ripley Parker, Sam Holcroft i Ted Cohen.

### Oprawa wizualna
Kostiumografem serialu jest Holly Waddington, scenografem Mara LePere-Schloop, zaś kierownikiem efektów specjalnych Alexis Wajsbrot.

### Zdjęcia
Zdjęcia do serialu odbywają się w kompleksie Warner Bros. Studios Leavesden w Anglii, gdzie kręcona była także seria filmowa Harry Potter. Operatorem filmowym jest Adriano Goldman. Na terenie kompleksu została zbudowana tymczasowa szkoła dla dziecięcych aktorów, mogąca pomieścić do 600 uczniów. W maju 2025 media doniosły, że rozpoczęła się budowa planów zdjęciowych. W tym samym miesiącu francuska prasa poinformowała, że ekipa serialu spędziła kilka dni wyspie Île-de-Sein w Bretanii, kręcąc sceny w okolicy latarni morskiej Tévennec. Główny okres zdjęciowy rozpoczął się 14 lipca 2025, co producenci i HBO ogłosili publikacją zdjęcia McLaughlina z planu. 17 lipca 2025 zdjęcia odbywały się w London Zoo.

## Dystrybucja
Serial będzie emitowany przez amerykański kanał telewizyjny HBO jako jego produkcja oryginalna, a premiera jest planowana na 2027. Adriano Goldman poinformował, że pierwszy sezon będzie się składał z ośmiu odcinków.